# Petroff Point
Petroff Point är en udde i Antarktis. Den ligger i Västantarktis. Argentina, Chile och Storbritannien gör anspråk på området.
Terrängen inåt land är kuperad åt nordost, men åt sydväst är den bergig. Havet är nära Petroff Point åt nordost. Trakten är obefolkad. Det finns inga samhällen i närheten. 